# Первомайський (Пишминський міський округ)
Первома́йський (рос. Первомайский) — селище у складі Пишминського міського округу Свердловської області.
Населення — 653 особи (2010, 722 у 2002).
Національний склад станом на 2002 рік: росіяни — 89 %.